# 320 Dywizja Grenadierów Ludowych
320 Dywizja Grenadierów Ludowych (niem. 320. Volks-Grenadier-Division) – jedna z niemieckich dywizji grenadierów ludowych. 
Utworzona 27 października 1944 na poligonie Gross-Born. W jej skład włączono 588 Dywizję Grenadierów Ludowych i niedobitki innych dywizji. Do walki przeciw Armii Czerwonej została skierowana w styczniu 1945. W styczniu została również przez nią rozbita w rejonie Krakowa. Resztki walczyły nadal jako grupa pułkowa i oddały się do niewolii Armii Czerwonej w kotle pod Deutsch-Brod w Czechach.

## Dowódcy dywizji
- gen. mjr Ludwik Kirschner (†11.02.1945)
- płk Rold Scherenberg
- gen. mjr Emmanuel Kiliani[2].